# Estudio de cohortes retrospectivo

Un estudio de cohortes retrospectivo, también llamado un estudio de cohorte histórico, es un estudio de cohorte longitudinal utilizado en la investigación médica y psicológica. Una cohorte de individuos que comparten un factor de exposición se compara con otro grupo de control de individuos que no son expuestos a ese factor, a fin de determinar la influencia del factor en la incidencia de una enfermedad, tal como una enfermedad o la muerte. Los estudios de cohortes retrospectivos han existido durante tanto tiempo como los estudios de cohortes prospectivos.

## Diseño
El estudio de cohortes retrospectivo compara grupos de individuos que son iguales en muchos aspectos, pero difieren por una característica determinada (por ejemplo, enfermeras que fuman y enfermeras que no fuman) desde el punto de vista de un resultado determinado (como el cáncer de pulmón). Los datos sobre los sucesos relevantes para cada individuo (la forma y el tiempo de exposición a un factor, el período de latencia y el momento de cualquier incidente posterior al resultado) se obtienen de los registros existentes y pueden ser analizados de inmediato para determinar el riesgo relativo de la cohorte en comparación con el grupo de control. Esto se expresa como una relación de riesgo o razón de momios.
Esto requiere, fundamentalmente, la misma metodología que en los estudios de cohortes prospectivos, excepto que el estudio retrospectivo se realiza post-hoc, es decir, analizado hacia atrás. El estudio prospectivo analiza hacia adelante, e inscribe pacientes no afectados por el resultado y los observa para ver si se presenta este resultado. Sin embargo, ambos tipos de estudios comparten el mismo punto de partida (consideran los datos de antes de llegar a un resultado). El primer objetivo es establecer dos grupos —con exposición y sin exposición— que se evalúan retrospectivamente para establecer la secuencia temporal de acontecimientos más probable que causan el estado de enfermedad actual de los grupos expuestos y no expuestos.
Los estudios de cohortes retrospectivos requieren un cuidado particular ya que los errores debido a los factores de confusión y al sesgo son más comunes que en los estudios prospectivos.

## Ventajas
El estudio de cohortes retrospectivo exhibe los beneficios de estudio de cohorte y tiene ventajas distintas relativas al estudio prospectivo:
- Están conducidos en una escala más pequeña.
- Típicamente requieren menos tiempo para completar.
- Generalmente son menos caros, porque los recursos se dedican principalmente a recoger datos.
- Son mejores para analizar resultados múltiples.
- En un contexto médico, pueden abordar enfermedades raras, que requieren de grandes cohortes en estudios prospectivos.

Los estudios retrospectivos son especialmente útiles en abordar enfermedades de incidencia baja, desde que las personas afectadas han sido identificadas como tal . Otro beneficio clave puede ser el hecho de que los estudios retrospectivos son generalmente menos caros que los estudios prospectivos. Además, tiene todos los beneficios de un estudio de cohorte.

## Desventajas
Los estudios retrospectivos tienen desventajas en comparación con los estudios prospectivos:
- Algunas estadísticas clave no pueden ser medidas, y las memorias importantes pueden afectar la selección de los controles.[6]
- Los investigadores no pueden controlar la exposición o el resultado de la evaluación, sino que deben depender de los demás para llevar un registro exacto. Cuando se basa en la memoria individual de las variables de riesgo anteriores, la memoria puede ser inexacta.Hacer comparaciones entre los expuestos y los no expuestos puede ser muy difícil.
- El aspecto retrospectivo puede introducir el sesgo de selección y la mala clasificación o sesgo de la información.[7] Con los estudios retrospectivos, la relación temporal es, frecuentemente, difícil de evaluar.[8]
- Los estudios retrospectivos pueden necesitar grandes tamaños de muestra.

## Comparación con estudio de caso-control
Mientras que los estudios retrospectivos de cohortes intentan comparar el riesgo de desarrollar una enfermedad con algunos factores de exposición ya conocidos, un estudio de caso-control intenta determinar los posibles factores de exposición después de la incidencia de la enfermedad conocida. Tanto el riesgo relativo y la razón de momios son relevantes en los estudios retrospectivos de cohortes, pero solo la razón de momios puede ser utilizada en estudios de caso-control. Aunque la mayoría de los estudios de caso-control son retrospectivos, 
también pueden ser prospectivos cuando el investigador todavía inscribe participantes en función de la aparición de una enfermedad a medida que ocurren nuevos casos.